# Robe chocolat du chat
Pour les articles homonymes, voir Chocolat (homonymie).

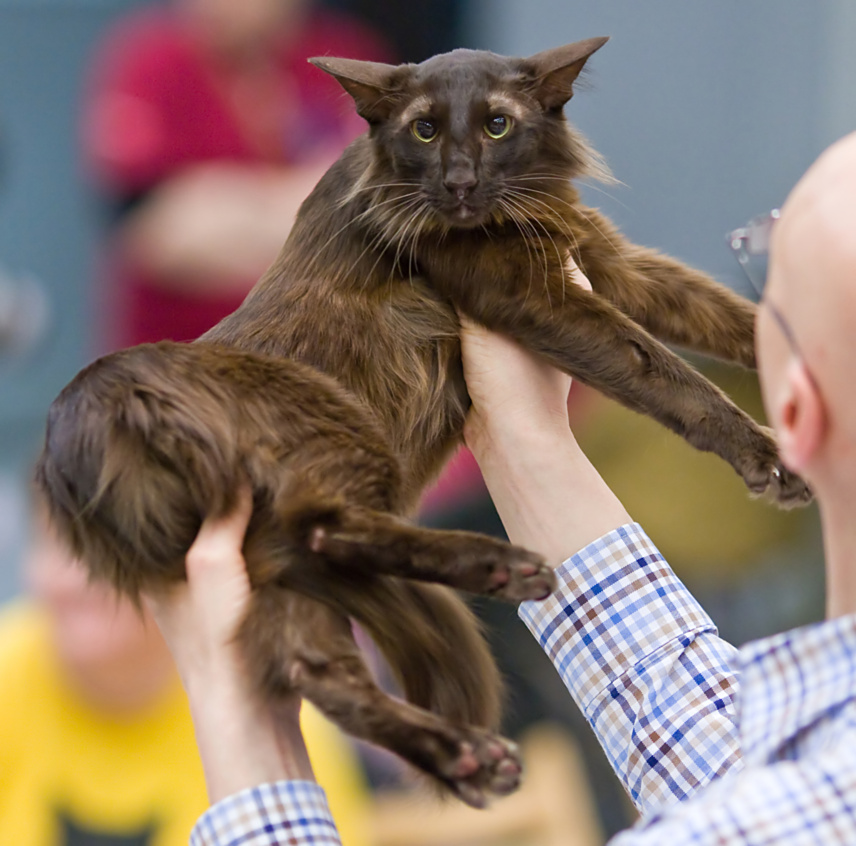
Un oriental longhair chocolat uni.

Le chocolat est une couleur de robe du chat. Sur un chat uni, le chocolat est de couleur marron. Le terme havana est aussi utilisé pour désigner la robe chocolat pour certaines races, comme l'oriental ou l'havana brown. 

## Génétique

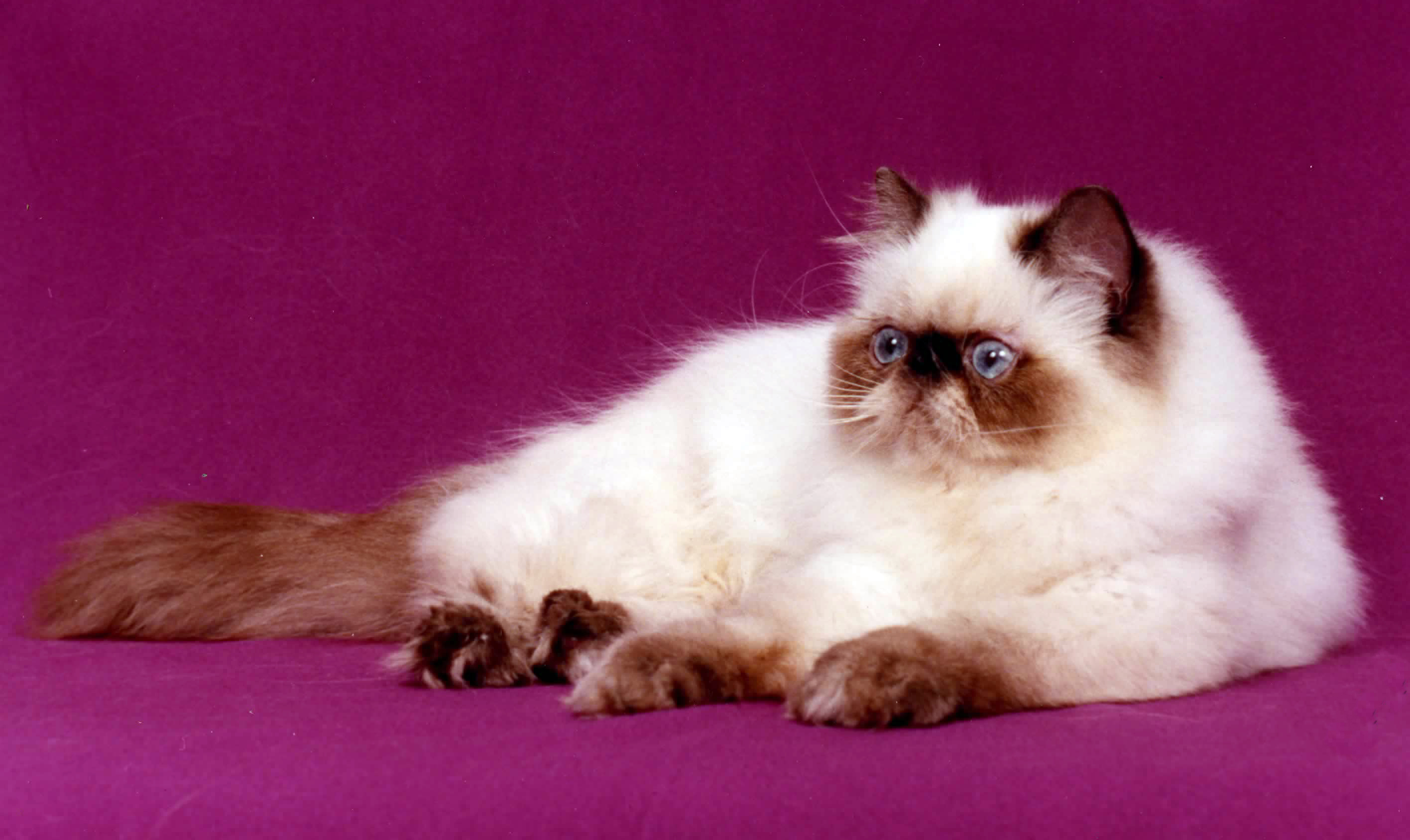
Un persan chocolate point.

L'obtention de la robe chocolat est codée par deux gènes : la série B qui détermine l'intensité de la couleur brune de la robe, la série D qui est un gène de dilution de la robe. 
Le gène B (Brown) détermine l'intensité de la couleur brune de la robe du chat. Elle compte trois allèles à dominance décroissante associés à une organisation particulière de l’eumélanine. La couleur sauvage est le noir, c'est également l'allèle dominant. Le chocolat est déterminé par l'allèle b, qui est récessif sur B+ et dominant sur le dernier allèle bl, codant la robe cannelle. Pour qu'un chat soit chocolat, il faut qu'il soit d'abord de génotype chocolat, soit b-b ou b-bl). Pour la robe chocolat, l'eumélanine est organisée en granules ovales. Le gène B correspond au locus TYRP1 (Tyrosinase Related Protein de type 1, dite TRP91). 
Le gène D (Dilution) détermine la dilution de la couleur de base. L’allèle de dilution d est récessif. Pour qu'un chat reste chocolat, il faut que le génotype soit non dilué, soit Dd ou DD.

## Popularité
La robe chocolat est très peu représentée parmi les chats de race enregistrés au LOOF entre 2003 et 2012. En effet, le chocolate point représente 1,6 % des chats de race et les autres variantes moins d'un pour cent des enregistrements. Le havana brown et le york chocolat n'acceptent que la couleur chocolat. À l'origine, la race confidentielle chantilly ne connaissait que la couleur chocolat.